# Walter Schellemann
Walter Schellemann (* 22. März 1931 in Krumbach; † 16. Februar 2008 in Hamburg) war ein deutscher Puppenspieler, Sprecher und Filmeditor. Bekanntheit erlangte er durch sein Mitwirken an Produktionen der Augsburger Puppenkiste.

## Leben
Walter Schellemann ging in Augsburg zur Schule. Nach der Bombardierung von Augsburg im Februar 1944 wurde er mit seinen Klassenkameraden im Juni 1944 in das Darmstädter Haus in Hirschegg (Gemeinde Mittelberg) verbracht. Zu den Klassenkameraden zählte u. a. Günter Mack und Wilhelm Girstenbrey. Zeitweise war auch sein Bruder Carlo Schellemann anwesend. Erst am 8. Mai 1945 kehrte er nach Augsburg zurück.
Schellemann war eines der ersten Ensemblemitglieder des Augsburger Marionettentheaters „Puppenkiste“ und wirkte dort an etlichen Produktionen mit. Durch seinen Bruder Carlo eher zufällig hinzugekommen, bekam er von Anfang an Titelrollen wie den kleinen dicken Ritter, den Räuber Hotzenplotz und Don Blech übertragen. Seine bekannteste Sprecherrolle ist die des melancholischen Seelefanten in einer der erfolgreichsten Produktionen, Urmel aus dem Eis. Daneben war seine Stimme unter anderem als »Kapitän Süßwasser-Charly« in Drei Dschungeldetektive und als »Fidibus« in Der Prinz von Pumpelonien zu hören.
Walter Schellemann war verheiratet mit Margot Schellemann (1930–2012), die ebenfalls bei der Augsburger Puppenkiste als Sprecherin und Puppenspielerin tätig war. Ungewöhnlicherweise arbeiteten beide im Laufe ihrer Karrieren auch als Filmeditoren. Walter war unter anderem für die Montage mehrerer Folgen der Krimi-Reihe Tatort verantwortlich.

## Filmografie

### Als Puppenspieler / Sprecher (Auswahl)
- 1959: Die Muminfamilie – Eine drollige Gesellschaft (Hemul, Zauberer)
- 1960: Die Muminfamilie – Sturm im Mumintal (Hemul, Homsa)
- 1961: Jim Knopf und Lukas der Lokomotivführer s/w (Lukas der Lokomotivführer)
- 1962: Jim Knopf und die Wilde 13 s/w (Lukas der Lokomotivführer)
- 1963: Der kleine Dicke Ritter Oblong Fitz-Oblong (kleiner dicker Ritter)
- 1965: Der Löwe ist los! (Sultan, Nenepapa)
- 1966: Kommt ein Löwe geflogen (Sultan, Nenepapa)
- 1967: Der Räuber Hotzenplotz (Räuber Hotzenplotz)
- 1967: Gut gebrüllt, Löwe! (Sultan)
- 1968: Bill Bo und seine Kumpane (Gselcher)
- 1969: Urmel aus dem Eis (Seelefant)
- 1971: 3:0 für die Bärte (Zauberer Sabor, Räuber Vulkan)
- 1973: Don Blech und der goldene Junker (Don Blech)
- 1974: Urmel spielt im Schloss (Seelefant)
- 1979: Wir warten aufs Christkind (Gselcher, Seelefant)
- 1985: Kater Mikesch (Paschik)
- 1986: Schlechte Zeiten für Gespenster (Opa Klopfgeist)
- 1986: Schlupp vom grünen Stern (Herr Halbinger)
- 1988: Miriams Reise auf dem Mondstrahl (Feuersalamander Erwin)
- 1989: Die Wetterorgel (Herr Quallos)
- 1990: Der Prinz von Pumpelonien (Drache Fidibus)
- 1991: Die drei Dschungeldetektive (6-teilige Fernsehserie)
- 1993: Zauberer Schmollo (Mulian)
- 2000–2001: Lilalu im Schepperland (13-teilige Fernsehserie; Paradiesvogel „C-Dur“)

### Als Filmeditor (Auswahl)
Wo nicht anders ausgewiesen, handelt es sich um einen Fernsehspielfilm
- 1981: Überfall in Glasgow
- 1981: Jeans
- 1981: Ein Fall für zwei: Der Erbe (Fernsehserie)
- 1983: Satan ist auf Gottes Seite
- 1998: Auf Achse: Goldsucher in Lappland (Fernsehserie)
- 1985: Der Fehler des Piloten
- 1985: Der eiserne Weg (Fernsehserie, 5 Folgen)
- 1988: Tatort: Sein letzter Wille
- 1988: Der Geisterwald oder Des Raben Rache (Fernsehserie; 6 Folgen)
- 1989: Mit Leib und Seele: Himmel und Hölle (Fernsehserie; Staffel 1, Folge 1)
- 1991: Unser Haus
- 1991: Marx & Coca-Cola (Fernsehserie; Staffel 1, Folge 1)
- 1992: Vier Frauen sind einfach zuviel
- 1993: Stich ins Herz
- 1995–1996: Freundschaft mit Herz (Fernsehserie; 6 Folgen)
- 1996: Tatort: Heilig Blut
- 1996: Der andere Wolanski
- 1997: Tatort: Brüder
- 1997: Faust (Fernsehserie; 3 Folgen)
- 1997: Tödliches Alibi
- 1998: Die einzige Chance
- 1999: Am Anfang war der Seitensprung
- 2001: Stan Becker: Ohne wenn und aber (Fernsehreihe; Folge Nr. 4)
- 2001: Am Anfang war die Eifersucht
- 2001: Tatort: Du hast keine Chance
- 2002: Tatort: Reise ins Nichts